# اولگا باریشوا
اولگا باریشوا (روسی: Ольга Фёдоровна Барышева-Коростелёва؛ زادهٔ ۲۴ اوت ۱۹۵۴) بازیکن بسکتبال اهل شوروی بود.